# Mentha satureioides
Mentha satureioides — вид губоцвітих рослин родини глухокропивових.

## Опис
Сланка або прямостояча ароматична багаторічна трава, рідко більше 14 см заввишки, з тонкими розгалуженими кореневищами трохи нижче поверхні ґрунту, стебла волохаті. Листки супротивні, довгасті до довгасто-ланцетні, 5–30 мм довжиною. Квітки білі, розташовані в кластерах по 4-8 в пазухах листків. Плід складається з 4 овальних безволосих однонасінних горішків. Цей вид дуже нагадує Mentha diemenica, але останній вид має рожеві квіти.

## Поширення та екологія
Австралія: Новий Південний Уельс, Квінсленд, Південна Австралія, Вікторія. Населяє вологі місця, за умови періодичного затоплення, як правило, росте на глинястих ґрунтах.